# Glükonsav
A glükonsav egy karbonsav, melynek képlete C6H12O7. Vizes oldatban, semleges pH értéken glukonát-iont alkot, sóit glukonátoknak nevezik. A természetben számos helyen jelen vannak, mert a glükonsav és a glukonátok a glükóz oxidációja során keletkeznek. Számos észtere is előfordul, például a kinin-glukonátot a malária ellenszereként, izomszövetbe adott injekcióként szokták alkalmazni. 

## Kémiai felépítése
Vázát egy hat szénatomból álló lánc alkotja, melyek közül öthöz hidroxilcsoport kapcsolódik. Vizes oldatban körülbelül azonos mennyiségű glukono-delta-laktonnal együtt van jelen.

## Előfordulása, és felhasználása
- Gyümölcsökben, mézben, kombucha-teákban, és borokban nagy mennyiségben fordulhat elő.
- Élelmiszerek esetén általában cukorból, gombák segítségével állítják elő. Főként különféle fémek megkötésére, valamint savanyúságot szabályozó anyagként alkalmazzák. E574 néven leginkább lekvárokban, dzsemekben fordulhat elő. Napi maximum beviteli mennyisége 50 mg/testsúlykg. Nincs ismert mellékhatása.
- Kalciummal alkotott sóját (kalcium-glukonát) hidrogén-fluorid által okozott égési sérülések kezelésére, illetve a szervezet kalciumhiányának gyors pótlására alkalmazzák.